# Doma (Nigeria)
Doma est une zone de gouvernement local de l'État de Nassarawa au Nigeria,.

## Royaume de Doma
Le royaume de Doma a été fondé en 1232 par Andoma et a duré jusqu'en 1901, date à laquelle il est devenu une partie du protectorat britannique du nord du Nigeria.

### Liste des souverains de Doma
La liste continent 29 rois.
1. Andoma (1232 - ?)
2. Aseil
3. Akau (? - vers 1300)
4. Akwei (vers 1300 - ?)
5. Adago
6. Oka (? - vers 1390)
7. Okabu (vers 1390 - ?)
8. Okaku (? - vers 1480)
9. Aboshe (vers 1480 - vers 1500)
10. Oga I (vers 1500 - ?)
11. Atta je
12. Anao (? - vers 1600)
13. Akwe I (vers 1600 - ?)
14. Aboshi
15. Adra (? - vers 1700)
16. Asabo (vers 1700 - ?)
17. Anawo (? - vers 1800)
18. Oga II (vers 1800 - ?)
19. Ogu
20. Atta II
21. Ari (? - vers 1855)
22. Akwe II (vers 1855 - ?)
23. Amaku
24. Atta III
25. Ausu
26. Agabi
27. Agulu
28. Agabdo (?-1901)
29. Atta IV (1901 - 1930)

## Source
- (en) Cet article est partiellement ou en totalité issu de l’article de Wikipédia en anglais intitulé « Doma, Nigeria » (voir la liste des auteurs).